# Liste von Vornamen/Z
Diese Unterseite der Liste von Vornamen enthält Vornamen, die mit dem Buchstaben Z beginnen.
Männliche Vornamen sind mit dem Symbol ♂ und weibliche Vornamen mit dem Symbol ♀ markiert.

## Za
Zac ♂,
Zach ♂,
Zacharias ♂,
Zachary ♂,
Zachäus ♂,
Zachery ♂,
Zack ♂,
Zafer ♂,
Zahar ♂,
Zaharije ♂,
Zainab ♀,
Žaneta ♀,
Žanna ♀,
Žarko ♂,

## Zb–Zd
Zbigniew ♂,
Zbyněk ♂,
Zdeněk ♂,
Zdeňka ♀,
Zdenko ♂,
Zdravko ♂,
Zdzisław ♂,

## Ze
Zeʾev ♂,
Zebedäus ♂,
Zef ♂, 
Zehra ♀,
Zekarias ♂,
Zekeriya ♂,
Zeki ♂,
Zelda ♀,
Zélia ♂, 
Zeliha ♀, 
Želimir ♂, 
Željko ♂, 
Zengin ♂,
Zeno ♂,
Zenobia ♀,
Zenon ♂,
Zenonas ♂, 
Zenório ♂, 
Zephyrin ♂,
Zephyrine ♀,
Zeruja ♀,
Zeuxippos ♂,
Zeynep ♀,

## Zh
Zhe ♂,

## Zi
Zia ♂,
Žibartas ♂, 
Ziemowit ♂,
Žiga ♂, 
Zigmantas ♂, 
Zigmas ♂, 
Zilla ♀,
Žilvinas ♂, 
Žimantas ♂, 
Zita ♀,
Ziv ♂♀,
Ziva ♀,
Živa ♀,
Živilė ♀, 
Živko ♂,
Ziya ♂,

## Zl–Zu
Zlata ♀,
Zlatan ♂,
Zlatko ♂,
Zoe ♀,
Zoltán ♂, 
Zoran ♂,
Zorlu ♂,
Zoticus ♂,
Zrinka ♀,
Zrinko ♂,
Zsa Zsa ♀,
Zsolt ♂,
Zsombor ♂,
Zsuzsa ♀,
Zsuzsanna ♀,
Zuhal ♀,
Zühal ♀,
Zühtü ♂, 
Zulfikar ♂, 
Zülfü ♂, 
Zümra ♀, 

## Zv–Zy
Zvezdan ♂,
Zvi ♂,
Zwentibold ♂,
Žydrūnas ♂, 
Žygimantas ♂, 
Žygimantė ♀, 
Zygmunt ♂,
Zyprian ♂,